# قطعنامه ۹۳۹ شورای امنیت
قطعنامه ۹۳۹ شورای امنیت سازمان ملل متحد که در تاریخ ۲۹ جولای ۱۹۹۴ تصویب شد، سندی بین‌المللی دربارهٔ قبرس است. این قطعنامه طی نشست ۳۴۱۲ام با ۱۴ رای موافق، ۰ مخالف و ۰ ممتنع تصویب شد.